# جودی بن عثمان
جودی بن عثمان (؟ -۸۱۳م) نحوی اندلسی بود.

## زندگی
نسبش «جودی بن عثمان عبسی موروری» ذکر شده است. زادهٔ طُلیطلة بود.  به غرناطه رفت و آنجا نحو آموخت سپس به مشرق رفت و در بغداد نزد کسایی کبیر و فرّاء دانش آموخت. او را اولین کسی می‌دانند که کتاب کسایی را به اندلس برد و با این کار، آموزش نحو از مذهب بصری به مذهب کوفی را در اندلس تغییر داد. پیش از آن، اندلسی‌ها علم لغت را در متونی یادمی‌گرفتند که روشی خاص نداشت و کتاب‌هایشان، موضوعی باب‌بندی نشده بود. سپس خود جودی کتابی در نحو نگاشت. جودی بن عثمان در ۸۱۳م / ۱۹۸ق در قرطبه درگذشت.